# Pochwiak wielkopochwowy

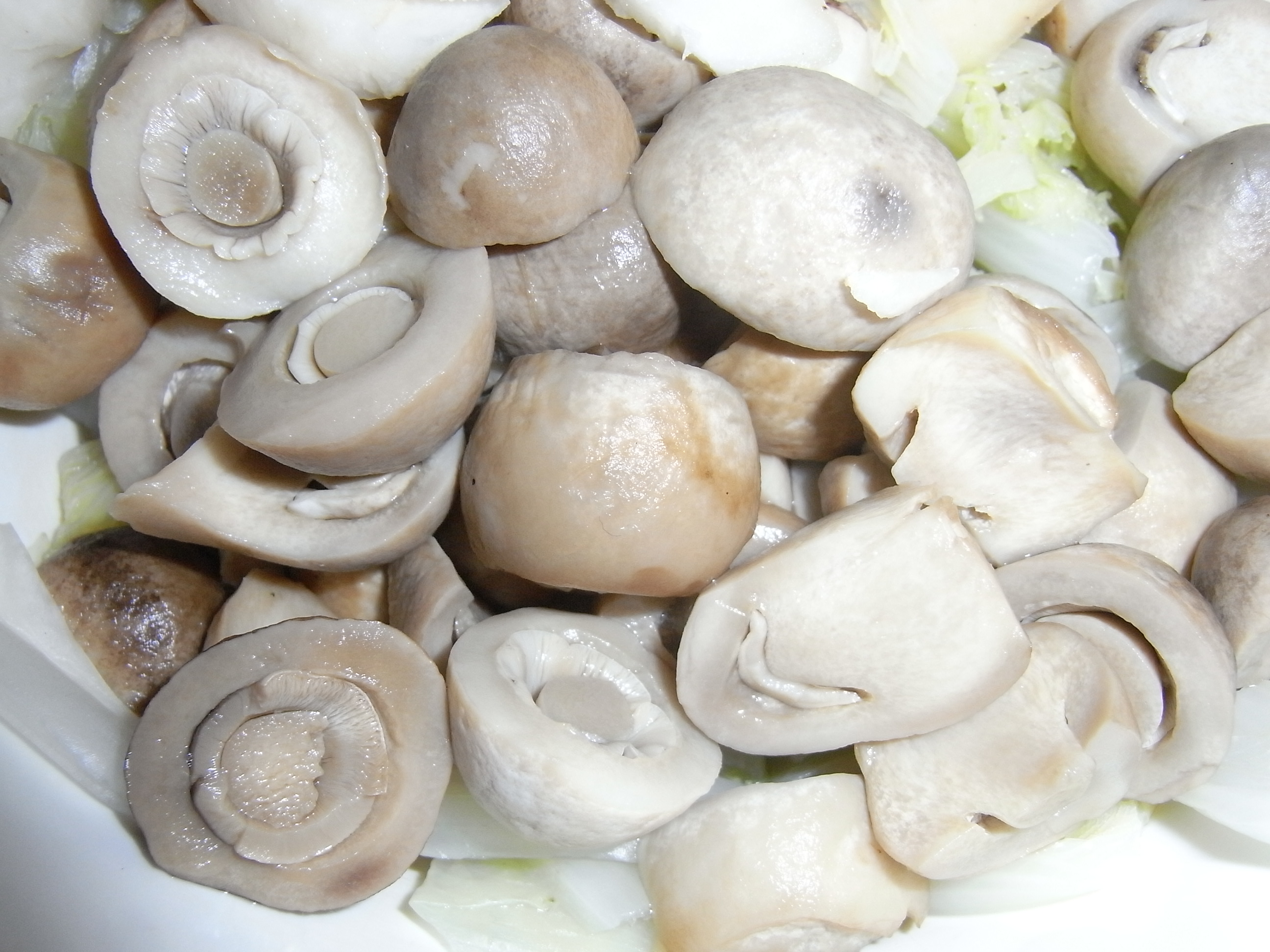

Pochwiak wielkopochwowy, pochwiak pochwiasty (Volvariella volvacea (Bull.) Singer) – gatunek grzybów z rodziny łuskowcowatych (Pluteaceae).

## Systematyka i nazewnictwo
Pozycja w klasyfikacji według Index Fungorum: Volvariela, Pluteaceae, Agaricales, Agaricomycetidae, Agaricomycetes, Agaricomycotina, Basidiomycota, Fungi.
Po raz pierwszy takson ten zdiagnozował w 1786 r. Jean Baptiste Bulliard nadając mu nazwę Agaricus volvaceus. Obecną, uznaną przez Index Fungorum nazwę nadał mu w 1951 r. Rolf Singer, przenosząc go do rodzaju Volvariella.
Synonimów łacińskich jest 20. Niektóre z nich:

- Agaricus volvaceus Bull. 1786
- Agaricus volvaceus var. volvaceus Bull. 1786
- Amanita virgata Pers. 1797
- Vaginata virgata (Pers.) Gray 1821
- Volvaria volvacea (Bull.) P. Kumm. 1871
- Volvariopsis volvacea (Bull.) Murrill 1917[2].

Alina Skirgiełło w 1999 r. wprowadziła nazwę pochwiak pochwiasty, Władysław Wojewoda jednak uznał ja za nieodpowiednią, gdyż wszystkie pochwiaki mają pochwę i w swoim zestawieniu wielkoowocnikowych grzybów Polski w 2003 podał nazwę pochwiak wielkopochwowy.

## Występowanie i siedlisko
W Polsce gatunek rzadki. Znajduje się na Czerwonej liście roślin i grzybów Polski. Ma status R – potencjalnie zagrożony z powodu ograniczonego zasięgu geograficznego i małych obszarów siedliskowych. Jest rzadki również w całej Europie.
Naziemny grzyb saprotroficzny. Rośnie na próchnicznej ziemi i na rozkładających się resztkach organicznych.

## Znaczenie
Grzyb jadalny. Jest uprawiany w Azji południowo-wschodniej i na Dalekim Wschodzie. Pochwiaki wielkopochwowe są bardzo popularne w kuchni tajskiej, kupowane są w krajach azjatyckich świeże, w Europie spotyka się jedynie suszone lub w puszkach.
Grzyb uprawny. Pochwiaki często uprawiane są na matach ze słomy ryżowej i zbierane niedojrzałe, przed pęknięciem osłony. Łatwo się przystosowują i dojrzewanie zajmuje im od czterech do pięciu dni. Najlepiej rosną w klimatach subtropikalnych o dużych rocznych opadach. Nie są znane żadne źródła mówiące o ich hodowli przed XIX wiekiem. Przypominają trującego muchomora zielonawego (sromotnikowego), ale odróżniają je od niego różowe zarodniki, białe w przypadku muchomora. Mimo tego, wiele osób, w szczególności imigrantów z południowo-wschodniej Azji, gdzie pochwiak wielkopochowy jest powszechny, zatruło się na skutek tej pomyłki.